# Гётценбергер, Якоб
Якоб Гётценбергер (нем. Franz Jakob Julius Götzenberger; 4 ноября 1802, Хайдельберг — 6 октября 1866, Дармштадт) — немецкий и английский художник. Работал в жанре камерного портрета. Создавал фрески на мифологические сюжеты.

## Биография
Родился в Гейдельберге, учился у Петера Йозефа фон Корнелиуса, сначала в Дюссельдорфе, затем в Мюнхене.
В середине 1820-х годов он посетил Лондон, где встретился со многими известными художниками и поэтами. Как свидетельствует Генри Крабб Робинсон в своём дневнике, вернувшись в Германию, Гётценбергер заявил: «Я видел в Англии многих талантливых людей, и только трёх гениев — Кольриджа, Флаксмана и Блейка, и Блейк из них — величайший».
Затем учился в Риме и Неаполе в 1828 году. Вместе с Эрнстом Фёрстером и Карлом Генрихом Германом (Carl Heinrich Hermann) в 1832, расписал фресками аудиторию в Боннском университете.
Высокую оценку современников получили также фрески в церкви в Нирштайне.
Гётценбергер был назначен инспектором галереи в Мангейме, посетил Париж и Лондон вместе с Корнелиусом и в 1844 расписал фресками «Trinkhalle» («питьевой павильон» — зал минеральных вод) в Баден-Бадене на сюжеты легенд Шварцвальда («чёрного леса» на юге Германии). В 1847 он поехал в Англию, где написал множество портретов и фресок.
Упоминается, что он написал серию работ на сюжеты Божественной комедии Данте для мистера Моррисона .
Его интерьеры хвалили в еженедельнике The Spectator (англ.) за «правдивую и приятную передачу светотени, естественность и целесообразность в изображении портретов и верность рисунка» . 
В коллекции Оксфордского Jesus College, (англ.) хранится жанровая картина, исполненная Гётценбергером: групповой портрет в интерьере Генри Фоукса (англ.) (1773–1857), Томаса Бриско (англ.) (1813–1895) и Уильяма Дайка (1814–1880) .
Гётценбергер жил в Лондоне на Бернерс-стрит, 46. 
В 1859 году он натурализовался в качестве британского подданного . Годы с 1863 по 1865 он провёл в Люцерне, в Швейцарии.
Умер Якоб Гётценбергер в Дармштадте 6 октября 1866 года.

## Минеральный зал в Баден-Бадене
- Фреска 1
- Фреска 2
- Фреска 3
- Фреска 4
- Фреска 5
- Фреска 6
- Фреска 7
- Фреска 8
- Фреска 9
- Фреска 10
- Фреска 11
- Фреска 12
- Фреска 13
- Фреска 14
- Grafensprung Trinkhalle